# حداد بني مالك
حداد بني مالك مركز في سعودية، ومركز إداري يتبع محافظة الطائف في بمنطقة مكة المكرمة. تقع في جنوب غرب مدينة الطائف بمسافة (100) كم على طريق الطائف الباحة السياحي.

## الموقع
تقع حداد بني مالك جنوب غرب المملكة العربية السعودية وتبعد عن الطائف 145 كلم على (طريق الطائف الباحة السياحي).

## مناطقها
تعد حداد من منطقة جنوب الطائف ببني مالك
يوجد بها عدة مراكز وهذه المنطقة تجمع أهل القبيلة ويوجد بها سوق صياده وهو سوق كبير وسوق حداد يوم الجمعه ويوجد مول حداد وكذالك مول مشرف وسوق الأربعاء في مركز القريع يأتي يوم الخميس من كل أسبوع وهذه عادة متوارثة عن الاجداد.
- القريع
- صياده

## المعالم
1. سوق صيادة
2. منتزة المواريد
3. متحف سعود بن سعد بن هريش
4. جبل ابراهيم
5. مسجد الصحابي جرير بن عبد الله البجلي
6. جبل العصيدة

## المناخ
يكون المناخ على مدار السنة برودة الطقس شتاء واعتداله صيفاً وتهطل الأمطار في فصل الشتاء وكذلك في فصل الصيف وأن كانت بكميات أقل عن أمطار فصل الشتاء.